# 千秋業
《千秋業》（又稱：千秋大業）於1976年攝製，未能公映。粉碎四人帮后被列为“阴谋电影”。劇本描寫解放軍某部隊破格提拔一個堅決執行毛主席革命路線的年輕的團長為副軍長，遭到持有論資排輩和“臺階論”錯誤觀點的副師長的反對，展開一場激烈的路線鬥爭，塑造了理想年輕幹部的形象，體現了堅決回擊右傾翻案風的主題。